# Solaris (regény)
A Solaris Stanisław Lem science fiction regénye, melyet először Varsóban, 1961-ben adtak ki. Később 1972-ben és 2002-ben is megfilmesítették.

## Cselekmény
A regény teljes egészében egy távoli bolygó, a Solaris felszíne felett lebegő űrállomáson, a Solaris Állomáson játszódik, ahová a főhős Chris Kelvin pszichológus érkezik a személyzet negyedik tagjaként. A Solarist egyetlen gigantikus, óceánszerű, a felszínt majdnem teljes egészében beborító, értelmesnek feltételezett élőlény (az „óceán”) lakja, akivel az emberiség szeretné felvenni a kapcsolatot. Több tudósnemzedék próbálta már, mindeddig sikertelenül, áthidalni a két fajt elválasztó óriási különbségeket. Kelvin megérkezésekor tudja meg, hogy már csak három ember, ő maga, valamint dr. Snaut (egy kibernetikus) és dr. Sartorius (egy fizikus) él az állomáson, a munkát vezető Gibarian ugyanis rejtélyes körülmények között öngyilkos lett.
A bolygó felszíne egyetlen hatalmas „óceán”, mely élet, sőt rendkívüli, különös intelligencia jeleit mutatja. Ez az idegen elme olyan elképzelhetetlenül különbözik az emberekétől, hogy gyakorlatilag lehetetlennek bizonyul vele a kapcsolatot felvenni, a vele foglalkozó tudósok kezdik úgy vélni, hogy kommunikációs kísérleteik eleve kudarcra vannak ítélve (az idegenek „idegensége” Lem egyik kedvenc témája, gunyoros véleménnyel van a valószínűtlenül emberszerűen ábrázolt földönkívüliekről). A tudósok (mint például dr. Giese) sokáig nem tettek sokkal többet, mint hogy megfigyelték az óceán által létrehozott rendkívül összetett jelenségeket, és kidolgozzák ezek körülményes nevezéktanát, anélkül, hogy bármiféle sejtésük lenne azok jelentésével kapcsolatban. Megpróbáltak különféle jelátalakítók segítségével kommunikálni is az óceánnal, de az óceán által adott válaszokat – még ha voltak is, s még ha válaszok voltak is – nem tudták értelmezni.

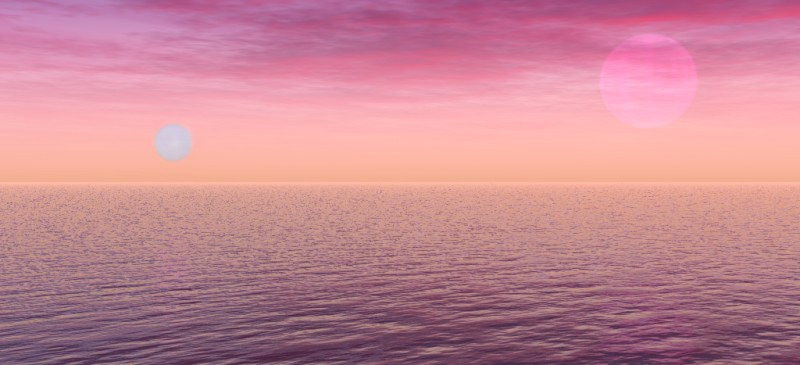
A Solaris óceánjának felszíne, az égen egy kék és egy vörös csillaggal

Kris Kelvin pszichológus számára különös jelek között érkezik az Állomásra. Rendetlenséget, küzdelem nyomait tapasztalja, senki nem fogadja őt, mikor megérkezik, értesül egykori mentora, dr. Gibarian haláláról dr. Snauttól, de az utóbbi állomás-lakó is furán viselkedik, megrémül Kelvintől, majd lakonikus és rejtélyes figyelmeztetésekkel próbálja megértetni vele, hogy valami veszélyféle leselkedik rá. Még furább a merev, és máskor mindig hivatalos Sartorius, aki be sem akarja Kelvint engedni a laborba, ahová magát elbarikádozva él. Ezeken kívül a pszichológus olyan emberi lényeket is lát az Állomáson (például egy rendkívül tagbaszakadt és majdnem meztelen néger nőt, vagy egy ismeretlen, törpe vagy gyerekméretű ember hangjait Sartoriusnál), akiknek semmi keresnivalójuk nem lenne ott.
Először őrültnek hiszi magát, de lassan rá kell jönnie az igazságra: kollégái agresszívebb módszerekkel (kemény röntgenbesugárzás) próbáltak kapcsolatot teremteni az óceánnal, és az erre vélhetően sajátos választ adott. Amint az űrhajós Berton naplójából is kiderül (aki az egyedüli túlélője egy szerencsétlenségnek, amelyben egy régebbi expedíció, a Shannahan-kutatócsoport több tagja életét vesztette): az óceán képes rá, hogy ismeretlen okból vagy céllal szubatomi anyagból újraalkossa (rematerializálja) azokat az emlékképeket, például embereket, akiket a kutatók az emlékeikben őriznek. A röntgenkísérletekre adott „válaszként” az óceán ilyen materializálódott emlékalakokat küldött az Állomásra (például Gibarian emlékét, a néger nőt, vagy Kelvin rég halott, öngyilkossá lett kedvesét, Hareyt, aki miatt Kelvint örök bűntudat gyötri, de aki végül önálló személyiséggé válik). A kísérlet végül épp a kutatók számára válik lelki traumává. Az óceán válasza személyiségük, tudatalattijuk önmaguk elől is titkolt rejtélyeivel szembesíti őket, kendőzetlenül, de magáról semmit nem árul el: mindennek a célja ismeretlen marad.
A kutatók végül megtalálják a módját az óceán eme tevékenysége kiküszöbölésének, és hosszas tanakodás után – habár igazából mindenki titkolni szeretné saját személyiségének az óceán által feltárt bugyrait – úgy döntenek, hogy megírják a történteket a Földnek, minthogy akármi is esett, mégiscsak sikerült, bármilyen kurtán-furcsán is, „kapcsolatba” lépni egy idegen intelligenciával.
A Solarist egyesek Lem legjobb regényének tartják. Különösen figyelemreméltóak a minden emberi elképzelést felülmúló jelenségeket száraz tudományos nyelven leíró bekezdések, és a regény drámai párbeszédei, melyek sokrétű és gondolkodásra késztető írói, filozófiai üzenetet hordoznak.
Lem szerint a Solaris a megismerhetetlennel való találkozásról szól.

## Nevek aSolarisban
Sok más regényíróhoz hasonlóan Lem is „beszélő neveket” adott szereplőinek:
- Kris Kelvin neve valószínűleg egyszerre utal Krisztusra és a Kelvin hőmérsékleti skálára. Figyelemre méltó, hogy a Prométheusz nevű hajó fedélzetén érkezik. Prométheusz görög mitológia alak, aki az embereknek adta a tüzet, és ezért Zeusz a Kaukázus egyik sziklájához láncolta és minden nap egy keselyű tépte a máját.
- Harey neve valószínűleg a „Rheya” anagrammája, ez a név pedig Rhea görög istennőre utal, aki szorosan kötődik az óceánhoz. (Soderberg filmjében a Rheya nevet használja)
- Snaut neve valószínűleg az angol snout, ormány szóból származik.

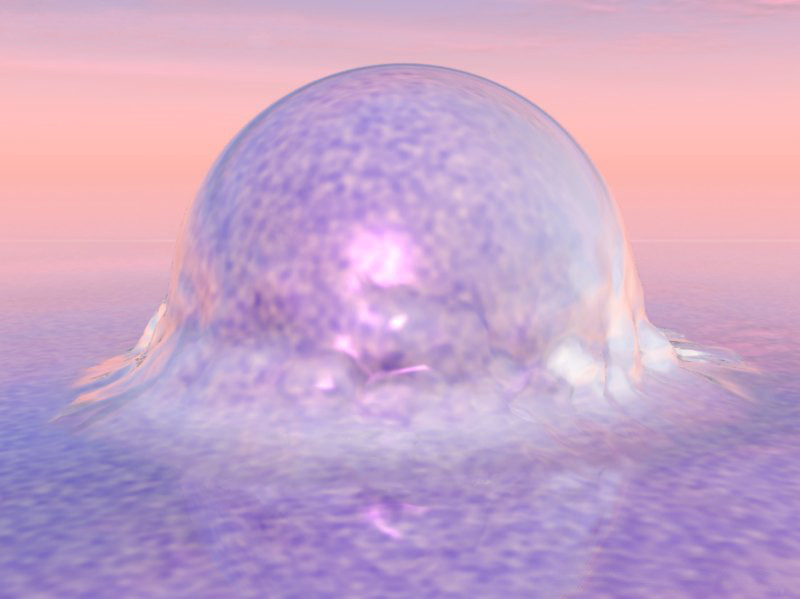
A szimmetriád egyike az óceán által létrehozott katalogizált felszíni képződményeknek, ilyen a születő...
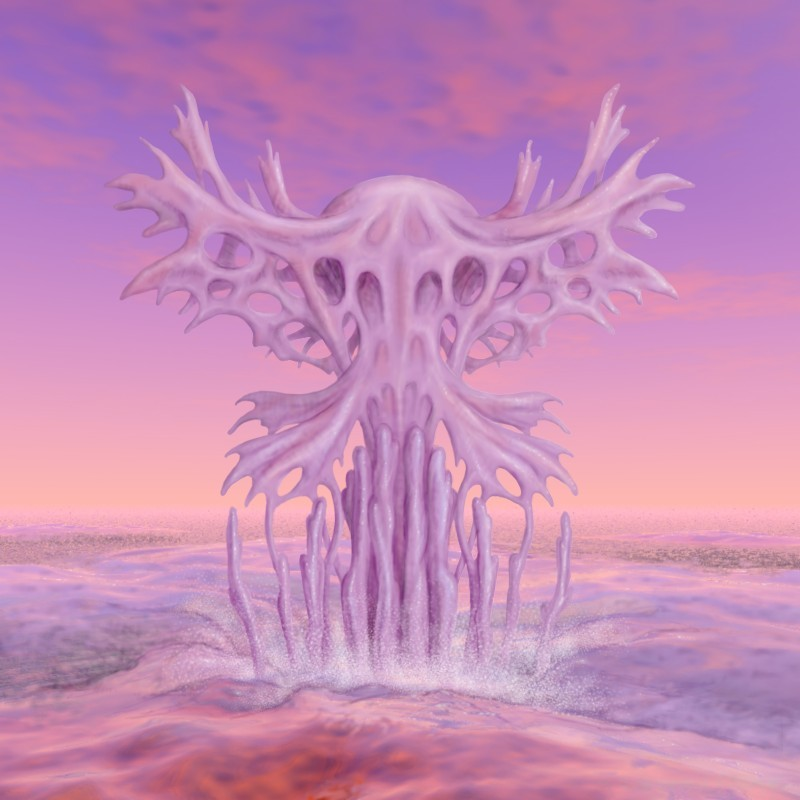
...az alakuló...
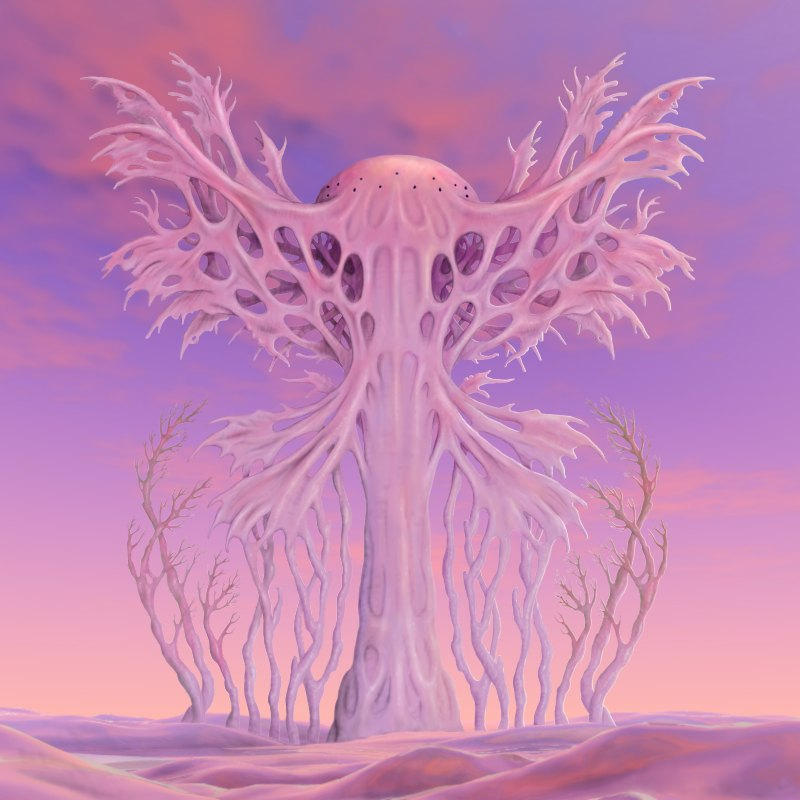
...majd a végleges állapota.

## Magyar nyelven
- Solaris. Fantasztikus regény; ford. Murányi Beatrix; Európa, Bp., 1968, 2016,[1] 2018
- Solaris; ford. Murányi Beatrix; Kriterion, Bukarest, 1977
- Solaris; ford. Murányi Beatrix; Magyar Könyvklub, Bp., 1994
- Solaris; ford. Murányi Beatrix; Magvető, Bp., 2004
- Solaris; ford. Murányi Beatrix; Helikon, Bp., 2021[1]
- Solaris; ford. Murányi Beatrix; POKET Publishing, Bp., 2021

## Adaptációk

### Film
A regényből először 1968-ban készült egy kétrészes orosz film Borisz Nierenburg rendezésében. Andrej Tarkovszkij Solaris (1972) című filmje elég szorosan követi a könyv cselekményét, bár Lem exobiológiával kapcsolatos elméletei helyett inkább az emberi kapcsolatokra koncentrál. A film végkicsengése viszont teljesen ellenkezik a regény történetével (panaszkodott is Lem mindkét rendezőre, hogy könyvét „rosszul filmesítették meg”). A történetet 2002-ben Steven Soderbergh is megfilmesítette azonos címmel. A feldolgozás hangsúlya a főhős és szerelme kapcsolatán van.

### Opera
- Solaris, zeneszerző Michael Obst (Müncheni Biennálé, Németország, 1996)
- Solaris, zeneszerző: Enrico Correggia (Torinó, Olaszország, 2011)
- Solaris, zeneszerző: Detlev Glanert (Bregenzer Festspiele, Ausztria, 2012)
- Solaris, zeneszerző: Dai Fuikura és Saburo Teshigawara (Opéra de Lille, 2015)